# Worton (Wiltshire)
Worton est une paroisse civile et un village du Wiltshire, en Angleterre.